# Hicksonella guishanensis
Hicksonella guishanensis is een zachte koraalsoort uit de familie Gorgoniidae. De koraalsoort komt uit het geslacht Hicksonella. Hicksonella guishanensis werd in 1984 voor het eerst wetenschappelijk beschreven door Zou & Chen. 